# Lupenice
Lupenice (en allemand : Lupenitz) est une commune du district de Rychnov nad Kněžnou, dans la région de Hradec Králové, en République tchèque. Sa population s'élevait à 264 habitants en 2022.

## Géographie
Lupenice se trouve à 4 km au sud de Rychnov nad Kněžnou, à 34 km à l'est-sud-est de Hradec Králové et à 132 km à l'est de Prague.
La commune est limitée par Tutleky à l'ouest et au nord, par Rychnov nad Kněžnou au nord-est, par Vamberk au sud-est et par Doudleby nad Orlicí au sud-ouest.

## Histoire
La première mention écrite de la localité date de 1360.

## Galerie

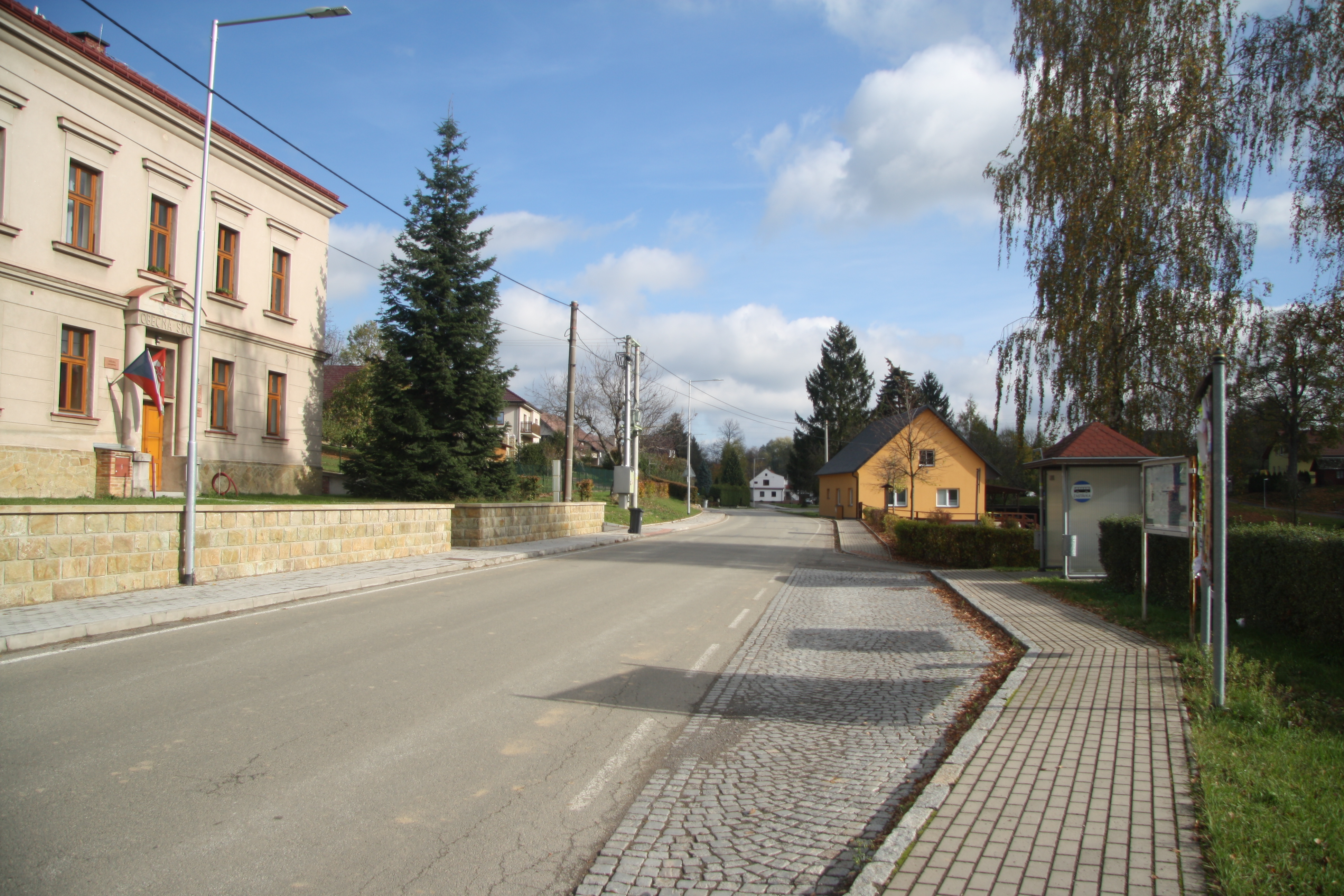
Rue devant la mairie.
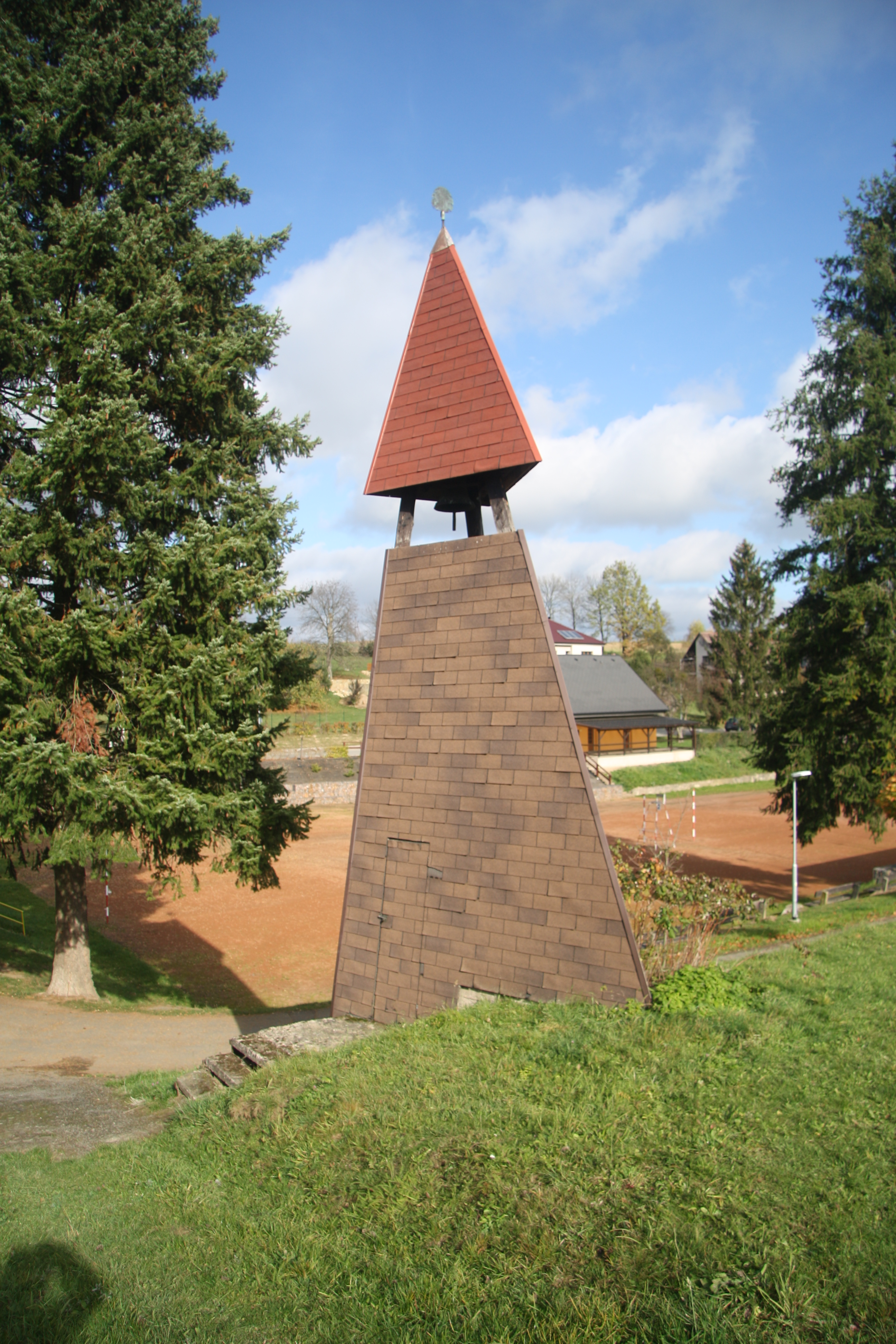
Clocher à Lupenice.

## Transports
Par la route, Lupenice se trouve à 5 km de Rychnov nad Kněžnou, à 38 km de Hradec Králové et à 155 km de Prague.